# Gutskapelle Reuden
Die Gutskapelle Reuden ist eine barocke Kapelle in Reuden im südbrandenburgischen Landkreis Oberspreewald-Lausitz. Die Kapelle ist denkmalgeschützt und gehört zu den Baudenkmalen in Calau.

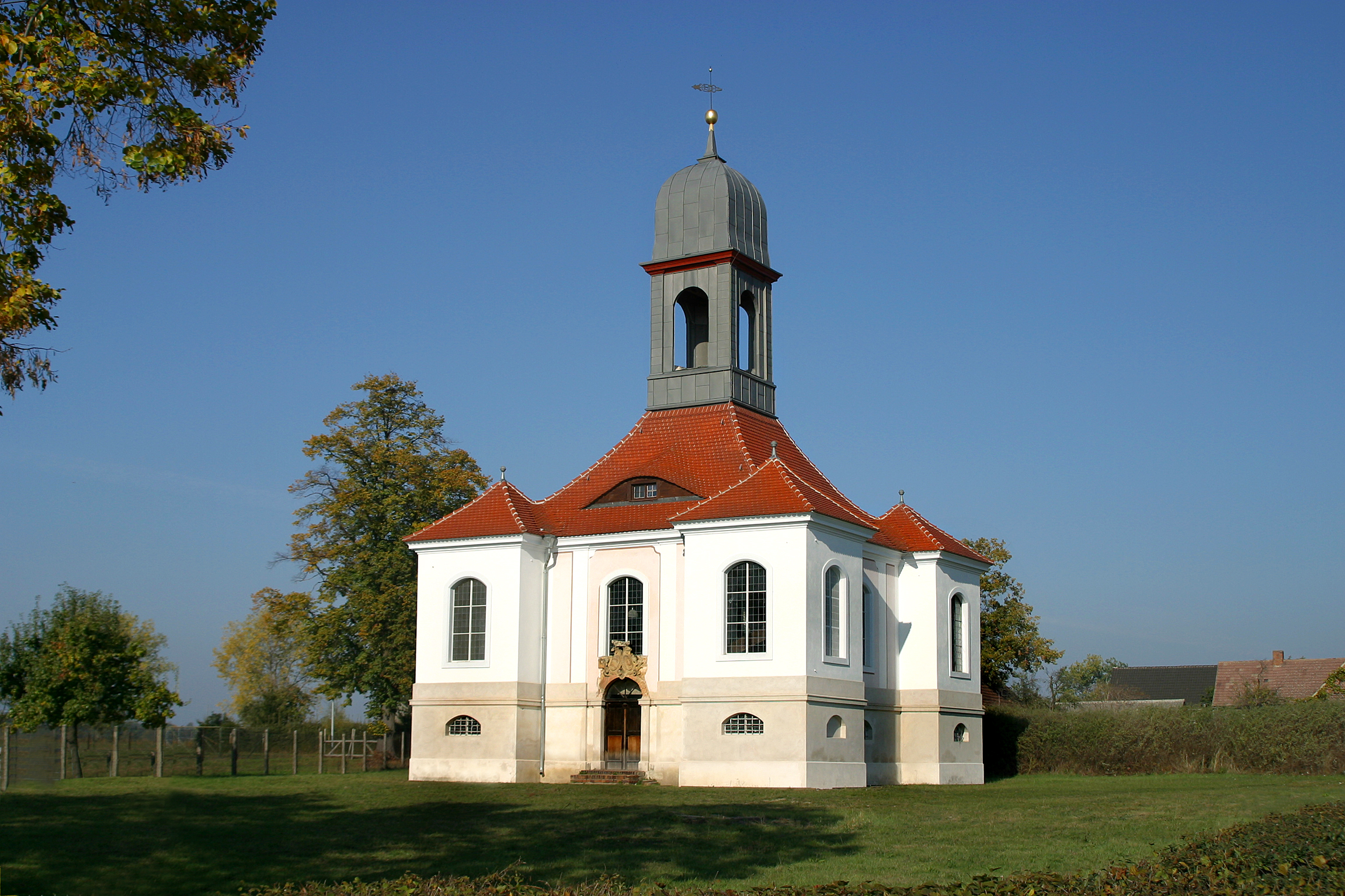
Gutskapelle Reuden

## Geschichte
Im Jahr 1690 erwarb der Oberst Ernst Matthias von Borcke (auch Borgke) das Gut Reuden. Er lebte im kursächsischen Dresden und ließ, inspiriert von der dortigen Bautätigkeit, das Gut und die Kapelle barock ausbauen. Borcke starb im März 1728 vor der Einweihung, die 1729 stattfand. Sein Sohn Otto Bernhard Borcke vollendete die Arbeiten. 1861 erhielt das Bauwerk die Laterne mit Haube. Zu DDR-Zeiten wurde der Bau durchfeuchtet und verfiel. Da Reuden im geplanten Tagebau Calau-Nordost devastiert werden sollte, wurden keine Instandsetzungsmaßnahmen durchgeführt. Im Jahr 1997 wurde ein Förderverein gegründet, mit dessen Hilfe Spenden für eine Sanierung des Gebäudes gesammelt wurden. Es wird seit dieser Zeit für Konzerte und Ausstellungen genutzt. Am 29. Januar 2011 fand darüber hinaus die erste Trauung statt.

## Baubeschreibung
Die Kapelle ist dem Dresdner Barock zuzuordnen. Sie hat einen quadratischen Grundriss mit vier Eckrisaliten. Der Zentralbau wird von einer Laterne bekrönt. Über dem Eingangsportal befindet sich ein Wappenschild mit den Wappen der Familien Borcke und Edeling.

## Ausstattung
Der Kanzelaltar ist im Stil des Barocks gestaltet. Die von Otto Bernhard Borgke gestifteten Leuchter tragen seinen Namen, das Familienwappen und die Jahreszahl 1729.
Die von Andreas Herold (1623–1696) gegossene Kirchenglocke stammt aus dem Vorgängerbau. Auf ihr steht die Inschrift ANNO 1695 GOS MICH ANDREAS HEROLD VON DRESDEN IN CALAU.